# 강완서
강완서(본명: 강상준, 1979년 11월 12일~)는 대한민국의 개그맨 겸 연기자 출신으로, 현재는 양복점 사업가로 활약하는 테일러 겸 기업인이기도 하다.
1998년 강상준 본명으로써 연극배우로 첫 데뷔한 그는, 이듬해 1999년 뮤지컬배우로 데뷔하였고 6년 후 2005년 SBS 8기 공채 개그맨 정식 데뷔하였으며 강준이라는 예명을 사용하다가 이후 2014년 5월 예명을 강준에서 강완서로 바꾸었다. 현재는 사업가 겸 테일러로, 《Dellvino 맞춤정장 양복점》을 운영중이다.

## 학력
- 인천전문대 체육교육학과 (전문학사)
- 인천대학교 사회체육학과 (학사)

## 출연작

### TV 프로그램
- 《켠김에 왕까지》 (온게임넷)
- 《코미디빅리그》 (tvN)
  - 〈바디 피플〉
  - 〈비스티 토이즈〉처키 역
  - 〈죽지 않아〉
  - 〈학교전설〉 우빈(김우빈) 역
  - 〈힙 to the 합〉 MC능력자 역
  - 〈멸망 10분전〉 안가연의 애인 역
  - 〈로마법〉
  - 〈국제시장 2015〉 현대 아빠 역
  - 〈깽스맨〉 강 실장 역
  - 〈나라발전연대〉
  - 〈왕자의 게임〉 호위무사 역
  - 〈깝스〉 박나래 교도관의 간수 역
  - 〈B.O.B 패밀리〉 감독 역
  - 〈신기한 동물사전〉 염소 역
- 《개그투나잇》 (SBS)
- 《개그 1》 (SBS)
- 《웃찾사 시즌 1》 (SBS)
- 《여왕의 꽃》 (MBC)
- 《체험 삶의 현장》 (KBS)
- 《푸른거탑》 (tvN) - 김호창 상병 절친 신병(군대와 우정사이), 강 병장(군대 괴담)
- 《갤럭시 프로젝트》 (EBS) - 플루토
- 《딩동댕 유치원》 (EBS) - 라따
- 《행복한 아침》 (채널A) - 2019년 8월 21일 게스트

## 같이 보기
- 윤택